# 仰义水库
仰义水库是中国浙江省温州市鹿城区境内的一座水库，位于瓯江水系，建于1966年。水库正常库容为765万立方米，集雨面积为12平方千米，海拔为72.3米。